# Eugène Schnerb
Pour les articles homonymes, voir Schnerb.
Eugène Schnerb, né le 11 août 1839 à Paris 3e et mort le 24 juin 1897 à Paris 9e, est un journaliste et haut fonctionnaire français.

## Biographie
Eugène Schnerb est né le 11 août 1839 dans le 3e arrondissement de Paris
,.
Il est le fils de Simon Schnerb né à Herrlisheim (Haut-Rhin) le 17 avril 1801, employé, caissier et de Marie Eugénie Merbodt née à Luxembourg le 29 juillet 1810.

### Journaliste

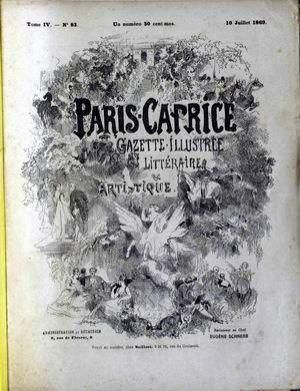
Paris-Caprice, 10 juillet 1869, avec en bas à droite : Eugène Schnerb

Journaliste, il a travaillé pour Le Hanneton, journal des Toqués,. En 1865 environ, il est secrétaire de rédaction du Soleil auprès de Jules Noriac, rédacteur en chef.
Il participe depuis 1866 aux diners du Pluvier dans le Café dit de Robespierre.
Le 21 décembre 1867, Eugène Schnerb devient rédacteur en chef de Paris-caprice. Le 21 août 1869, il en devient directeur. Ensuite il est rédacteur de Paris-Journal, où il remplace Henry de Pène, blessé au temps de la Commune de Paris (1871), comme rédacteur en chef pendant sa convalescence. En 1876 il rejoint Le XIXe siècle, revue sous la direction d'Edmond About.
Le Petit Parisien, fondé par le député Louis Andrieux le 15 octobre 1876, est cédé le 22 février 1877 à Eugène Schnerb, qui le cède en juin à Hector Pessard, qui le passe en  août de la même année à Paul Dalloz.

### Préfet
Eugène Schnerb est préfet successivement en Corse (18 décembre 1877), où il manipule les élections communales au profit des républicains, en Vaucluse (15 mars 1879), en Maine-et-Loire (26 janvier 1881), en Gironde (1er avril 1884) et en Meurthe-et-Moselle (8 septembre 1885). Il est préfet à Nancy au moment de l'affaire Schnaebelé contre lequel il a ouvert une enquête administrative. Pour une question de préséance, il entre en conflit avec le premier président de la Cour de Nancy et à la suite de cela il est mis en disposition. Il est ensuite nommé préfet honoraire et Conseiller d'État en service honoraire (8 juin 1889).

### Directeur de la sûreté générale
Il est directeur de la sûreté générale du 1er mai 1882 au 31 mars 1884. Lors de sa nomination, l'Univers israélite note : « M. Eugène Schnerb, préfet de Maine et Loir [sic], vient d'être nommé directeur de la sûreté générale au ministère de l'intérieur. C'est un rare honneur pour un Israélite d'avoir été jugé digne d'occuper un poste aussi important et aussi délicat. »

### Mort
Eugène Schnerb est mort le 24 juin 1897 à son domicile de la Rue de Maubeuge à Paris.

### Famille
Eugène Schnerb est le père de Jacques Schnerb, peintre, graveur et écrivain d'art, engagé volontaire durant la Première Guerre mondiale et mort au champ d'honneur le 23 mai 1915 à Ablain-Saint-Nazaire à l'âge de 35 ans,,.

## Honneurs
- Chevalier de la légion d'honneur en 1877, officier en 1880 et Commandeur de la Légion d'honneur en 1887[23].